# Limnophora groenlandica
Limnophora groenlandica este o specie de muște din genul Limnophora, familia Muscidae, descrisă de Malloch în anul 1920. Conform Catalogue of Life specia Limnophora groenlandica nu are subspecii cunoscute.